# Vinnerstad
Vinnerstad är kyrkbyn i Vinnerstads socken i Motala kommun i Östergötlands län. Orten ligger sydost om Motala. 
I orten ligger Vinnerstads kyrka.

## Gården och byn Vinnerstad
Gården Vinnerstad omnämns första gången 17 april 1307 då fördelning sker av arvegodset efter den avlidna hustrun till riksrådet och drotsen Abjörn Sixtensson (Sparre av Tofta), Ingeborg Ulfsdotter (Ulv). Förutom Vinnerstad ägde hon bland annat gårdarna Hårstorp i Motala socken, Klåstad öster om Vadstena (dagens Klosterstad) och Husbyfjöl i Brunneby socken, alla tre i Östergötland, samt Göksholm i Närke.  
Godset Vindestad (latin: Vindistadha) tillföll Sixten Abjörnssons barn. Hans son riddaren, riksrådet och lagmannen i Tiohärad Ulf Abjörnsson (Sparre av Tofta), som dog 1347 eller 1348, testamenterade gården Windestadh (Windestadhum) till kyrko- eller prebendegods. Ulf Abjörnsson ägde sannolikt hela byn Vinnerstad vid tidpunkten för donationen.
Ulf Abjörnssons son riddaren, riksrådet och lagmannen i Uppland Karl Ulfsson (Sparre av Tofta) tilldelade år 1381 den prebenda som var stiftad efter hans far i Linköpings domkyrka jord i fyra östgötska socknar mot bland annat gården Vinnerstad och Vräknebo vid Motala. Den 1 september 1389 försäkrade sig Karl Ulfsson om att han så länge han levde skulle få behålla Windestadha" med flera gods. 